# Li Chao (Schachspieler)
Li Chao (chinesisch 李超, Pinyin Lǐ Chāo; * 21. April 1989 in Taiyuan, Provinz Shanxi) ist ein chinesischer Schachmeister. Beim Schachweltverband FIDE wird seinem Namen ein „b“ angefügt, weil es einen anderen Spieler mit demselben Vor- und Nachnamen gibt.

## Werdegang
Li Chao erreichte bei der U20-Juniorenweltmeisterschaft in Istanbul im Jahr 2005 den 5.–10. Platz und mit einer Elo-Performance von 2613 erfüllte er seine erste Großmeisternorm. Die zweite erfüllte er beim Aeroflot Open im Jahr 2007 in Moskau in der Gruppe A1, die dritte beim Turnier Lake Sevan in Jerewan im Juli 2007, wo er den 1.–3. Platz erreichte; nach der Feinwertung wurde er Dritter. Er trägt seit 2007 den Titel des Großmeisters.
Li Chao siegte mit 8 1/2 Punkten aus 9 Partien beim skandinavischen Turnier in Täby 2007. Er siegte beim 4. IGB Dato’ Arthur Tan Open in Kuala Lumpur im Jahr 2007. Beim Schach-Weltpokal 2009 in Chanty-Mansijsk schaltete er in der ersten Runde Gabriel Sarkissjan aus, einen Spieler der erweiterten Weltelite mit einer Elo-Zahl von damals 2676. In der zweiten Runde war seine Aufgabe nur auf dem Papier einfacher, Yannick Pelletier hatte damals eine Elo-Zahl von 2589. Gegen ihn siegte er mit 4,5:3,5. In der dritten Runde schied er gegen den Weltklassespieler Vüqar Həşimov (Elo 2758) aus: Li Chao verlor mit 1,5:3,5. Beim Schach-Weltpokal 2011 unterlag er bereits in der ersten Runde Nguyễn Ngọc Trường Sơn. Im Mai 2013 gewann Li Chao mit 7 Punkten aus 9 Partien die in Manila ausgetragene Kontinentalmeisterschaft von Asien und qualifizierte sich damit für den Schach-Weltpokal 2013. Bei diesem setzte er sich in der ersten Runde gegen Evgeny Postny durch und scheiterte in der zweiten Runde an Anish Giri. 2015 gewann Li Chao das Open in Cappelle-la-Grande und das Neckar-Open. Im August 2015 besiegte er Péter Lékó in einem Wettkampf, der in Szeged ausgetragen wurde, mit 4:2 (+2 =4 −0). Februar 2016 war er der Sieger des Graz Open Turniers mit 8 Punkten aus 9 Partien.

## Nationalmannschaft
Li Chao nahm mit der chinesischen Nationalmannschaft an den Schacholympiaden 2008, 2010, 2012, 2016 und 2018 den Mannschaftsweltmeisterschaften 2011 und 2013 (bei denen er mit China jeweils Zweiter wurde) und der asiatischen Mannschaftsmeisterschaft 2012 teil, die er mit China gewann. Größter Erfolg hierbei war die Goldmedaille bei der Schacholympiade 2018.

## Vereine
In der chinesischen Mannschaftsmeisterschaft spielt Li Chao seit 2005 für die Beijing Patriots (seit 2013 Beijing North Olympic) und wurde mit diesen 2005, 2006 und 2011 chinesischer Mannschaftsmeister. In den Vereinigten Arabischen Emiraten spielte er für den Al-Ain Chess Club, mit dem er 2008 die asiatische Vereinsmeisterschaft gewann und gleichzeitig mit 5,5 Punkten aus 6 Partien das beste Einzelergebnis der Reservespieler erreichte, in der deutschen Schachbundesliga spielte er von der Saison 2014/15 bis zur Saison 2017/18 für den SK Schwäbisch Hall, in der französischen Top 12 spielte er 2017 für Nice Alekhine.